# Sontipur
Sontipur är ett distrikt i Indien.   Det ligger i delstaten Assam, i den östra delen av landet, 1 600 km öster om huvudstaden New Delhi. Antalet invånare är 1 924 110.
Följande samhällen finns i Sontipur:
- Tezpur
- Dhekiajuli
- Rangāpāra
- Biswanath Chariali
- Gohpur